# Herb Georgii Południowej i Sandwichu Południowego

Herb Georgii Południowej i Sandwichu Południowego

Herb Georgii Południowej i Sandwichu Południowego nadano 14 lutego 1992 roku. Lew symbolizuje nadrzędność i opiekę Wielkiej Brytanii. Trzyma on pochodnię, symbol oświecenia, mająca w tym wypadku znaczyć prace badawcze. Dwie gwiazdy pochodzą z herbu Jamesa Cooka, który dotarł tu w roku 1775. Zieleń oznacza roślinność; biel - lód; błękit - śnieg. Wszystko podtrzymują typowe zwierzęta wysp siedząca na skale foka i stojący na krze lodowej pingwin. Na wstędze, dewiza Leo terram propriam protegat (pol. Lew chroni własną ziemię). Klejnot herbu tworzy renifer, który stoi na czterech wierzchołkach górskich. Są one czerwone, by podkreślić, że chodzi o wulkany.